# John Auer
John Auer, född 30 mars 1875 i Rochester, New York, död 30 april 1948 i St. Louis, Missouri, var en amerikansk fysiolog och farmakolog, som fick ge namn åt fenomenet Auerstav som han beskrev när han vid 21 års ålder undersökte en patient. Han bidrog också till studien av anafylaxi och hjälpte till att utveckla modern thoraxkirurgi. Under första världskriget bedrev han krigsforskning vid Rockefeller Institute for Medical Research.

## Biografi
Auer studerade vid University of Michigan, där han tog sin kandidatexamen 1898. År 1902 fick han sin examen som medicine doktor vid Johns Hopkins University Medical School.
Under arbetet vid Rockefeller Institute träffade han Clara Meltzer, en medforskare i laboratoriet och dotter till Samuel Meltzer. De gifte sig 1903, då hon avbröt sitt arbete inom akademin, och fick tre barn; Helen, James och John.
Auer tyckte om att måla som hobby och var en beundrare av Henri Matisse. Han var också en skicklig trädgårdsmästare.
Auer dog på St. Mary's Hospital i St. Louis, Missouri av en hjärtattack.

## Karriär
Efter examen från Hopkins Medical School tjänstgjorde Auer som house officer på Johns Hopkins Hospital 1902 & 1903. År 1903 började han arbeta vid Rockefeller Institute for Medical Research som forskare i laboratoriet hos Dr. Samuel J. Meltzer Liksom många andra läkare, lockades Auer dit av sitt intresse för forskning och utbildning. Åren 1906 och 1907 skickades han till Harvard Medical School som instruktör i fysiologi så att han kunde bli ytterligare specialiserad på ämnet. Auer återvände till New York 1907 och blev assistent i fysiologi vid Rockefeller Institute. Han befordrades senare till Associate, och slutligen till Associate Member in Physiology and Pharmacology, en position han innehade från 1909 till 1921. Under tiden på Rockefeller Institute, tjänstgjorde som han också som läkare i New York. Under första världskriget var han major i Army Reserve Corps och bidrog till krigstidsforskning vid Rockefeller Institute.
År 1921 blev Auer professor i farmakologi vid St. Louis University School of Medicine. Han blev senare avdelningschef och tillträdde som farmakolog vid St. Mary's Hospital i St. Louis. Han behöll dessa positioner fram till sin död 1948. Under sin tid i St. Louis koncentrerade sig Auer på undervisning snarare än forskning. Till heder vid hans död publicerade styrelsen för St. Louis School of Medicine en resolution som sade att han var "en forskare av de bredaste intressena och en människa av högsta nobilitet".

## Vetenskapligt arbete

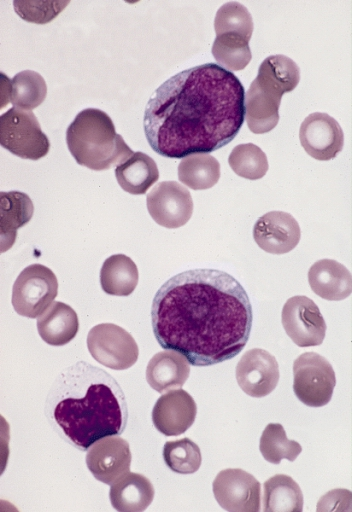
Auerstavar

### Auerstavar
År 1903 under sitt arbete på Johns Hopkins Hospital noterade Auer en 21-årig man med en allvarlig näsblödning, halsinfektion, anemi och splenomegali. Vid undersökning av den unge mannens blod märkte Auer nålliknande stavformer i vissa celler, som han trodde var lymfocyter. Dessa stavar skulle komma att kallas Auerstavar. Det har senare visat sig att Auerstavar finns i myeloiska celler, och man tror nu att de bildas av sammansmälta lysosomer. Auerstavar finnas endast i neoplastiska celler och används i diagnosen akut promyelocytisk leukemi, även om de inte anger diagnosen av en patient.

### Anafylaxi
I Meltzers laboratorium vid Rockefeller Institute var Auer och Paul Lewis de första att erkänna kvävning som dödsorsaken vid anafylaxi. Före Auers och Lewis studier trodde man att anafylaxi var en reaktion i centrala nervsystemet. Auer och Lewis kunde visa att det perifera nervsystemet var ansvarigt för uppkomsten av anafylaxi. Deras hypotes var att observerad kvävning var resultatet av bronkiala spasmer. Utifrån denna idé, kunde de påverka atropin till att undertrycka sådana spasmer, och fann denna behandling vara effektiv.

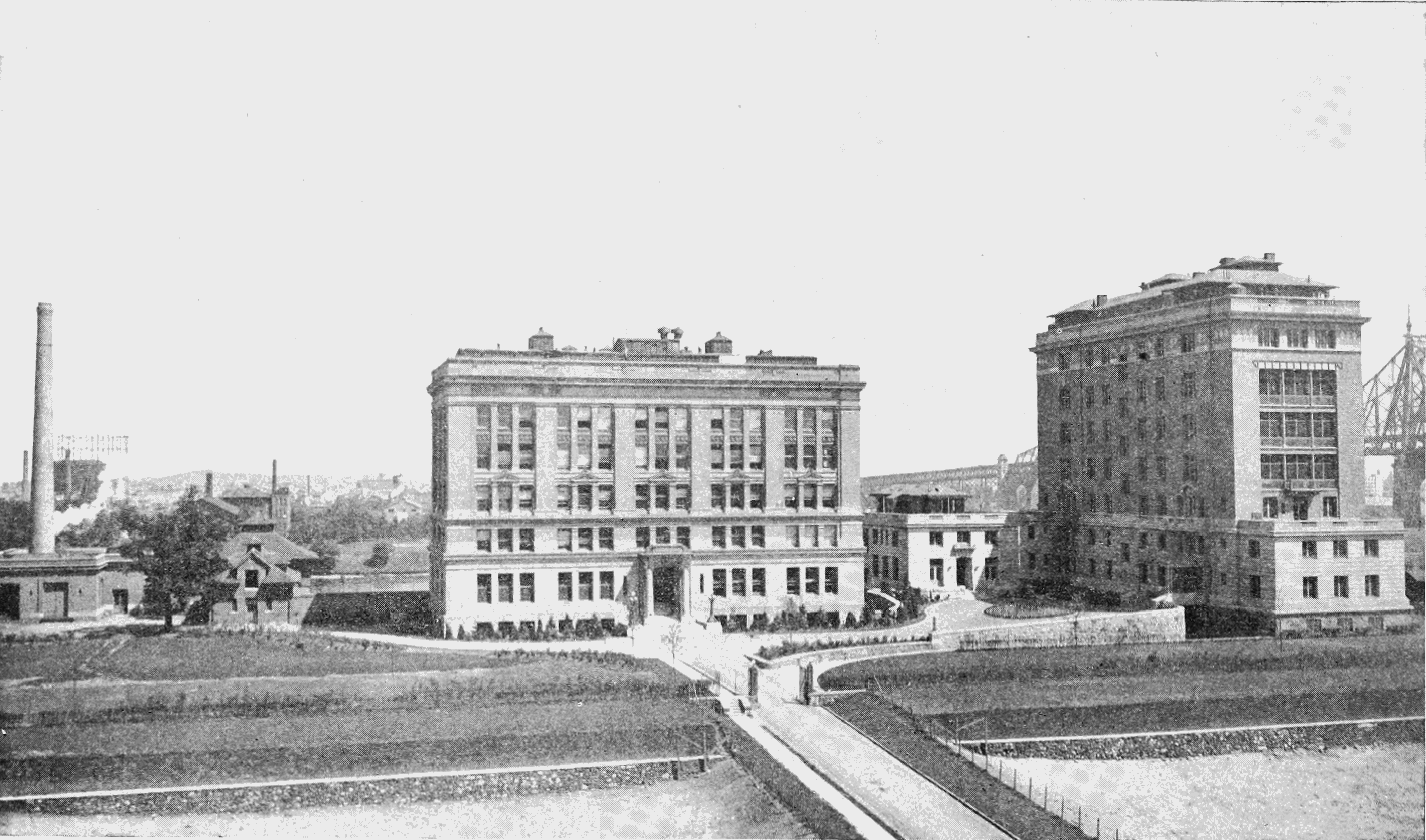
Rockefeller -institutet för medicinsk forskning

### Thoraxkirurgi
År 1908 började Auer och Meltzer studera magnesiumsulfat och dess tillämpning som bedövningsmedel. De fann att injektion av föreningen skulle resultera i förlust av medvetande och total muskelavslappning. Tillsammans med den kontinuerliga inflationen av lungorna via ett endotrachealtub kunde man upprätthålla ventilationen i kroppen samtidigt som man immobiliserar bröstet. Patienten kunde sedan väckas från sitt omedvetna tillstånd genom tillförsel av kalciumklorid. Ansökan uppmärksammades och vidareutvecklades av Nobelpristagaren och Rockefeller-kollegan Alexis Carrel, som använde de tekniker som Auer och Meltzer lade fram för att utveckla de moderna metoderna för thoraxkirurgi.

### Krigsmedicinsk forskning
Under första världskriget utsågs Rockefeller Institute for Medical Research till United States Army Auxiliary Laboratory, och dess fokus justerades till att hjälpa till i krigsinsatsen. Auer utförde sådan forskning och var först med att etablera intravenöst magnesiumsulfat som en behandling av konvulsioner av stelkramp. Han utförde också en farmakologisk studie av de giftiga gaserna dimetylsulfat och klorpikrin på katter.

### Auers fenomen
Auer var den första som beskrev svullnad som en allergisk reaktion orsakad av xylen, vilket han observerade genom experiment på kaniner.